# Aghireșu-Fabrici, Cluj
Aghireșu-Fabrici (în maghiară Egeresi Bányatelep) este un sat în comuna Aghireșu din județul Cluj, Transilvania, România.

## Industria veche a comunismului
În Aghireșu Fabrici, pe vremea comunismului în România se afla o adevărată industrie minieră, cu peste 2.000 de angajati si peste 300 de autovehicule, plus echipe de escavare și minerie. De aici s-a extras piatră și caolină, fabrica a avut ca scop îmbogătirea României și popularea zonei, deorece o bună parte din angajati s-au mutat definitiv în Aghiresu sau în satele învecinate și au rămas definitiv chiar și dupa închiderea fabricii când si regimul comunist a căzut.

## Istoric
Prima atestare documentară a localității apare în anul 1916.

## Lăcașuri de cult

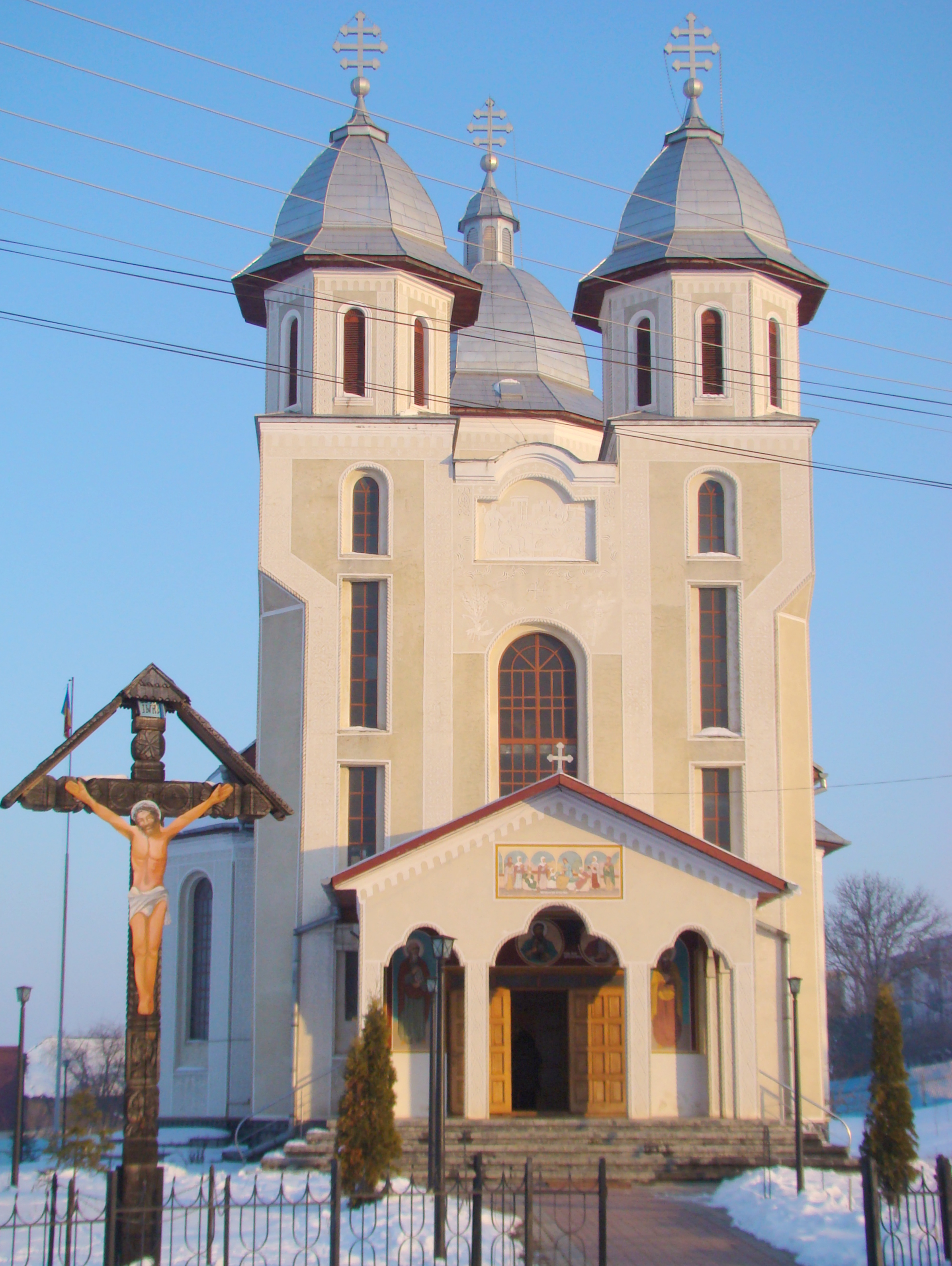
Biserica ortodoxă din Aghireșu-Fabrici

Piatra de temelie a bisericii ortodoxe a fost pusă în anul 1991, în timpul păstoririi preotului Ioan Stoian. Biserica a fost finalizată după zece ani. Este o construcție cu un plan trilobat, având următoarele dimensiuni: lungime 30 m, lățime 15 m. Planurile au fost opera arhitecților Radu Spânu și Vasile Lădaru. Lucrările de construcție au fost realizate de o firmă din orașul Târgu Lăpuș. Interiorul a fost pictat în tehnica tempera de pictorul Cornel Bănică din Buzău. Cel mai important donator a fost inginerul Ioan Muste, considerat ctitorul principal al bisericii. Biserica a fost sfințită în anul 2000, ierarhul care a sfințit-o fiind episcopul vicar Vasile Someșanul al Arhiepiscopiei Vadului, Feleacului și Clujului.